# Мойяно, Хавьер
Хавьер Мойяно Лухано (исп. Javier Moyano Lujano; 23 февраля 1986, Хаэн, Испания) — испанский футболист, защитник клуба «Реал Вальядолид»

## Клубная карьера
Хавьер является воспитанником футбольного клуба «Реал Хаэн». 30 января 2005 года дебютировал за основной состав выйдя на замете в матче против «Алькала». В 2007 году был отдал в аренду в «Лансароте» где сыграл 16 матчей.
В июне 2010 года Хавьер покидает «Реал Хаэн» и подписывает контракт со вторым составом «Альмерии». Несмотря на то, что он тренировался с основной командой, но так и не дебютировал за неё.
Следующий сезон он начал в другой команде Сегунды Б — «Мелилья» сыграв 35 матчей. Летом 2012 года подписал контракт с «Тенерифе». По итогам сезона его команда одерживает победу и выходит в Сегунду. 18 августа 2013 года сыграл свою первую игру в профессиональной лиге, матч закончился минимальной поражением от «Алькоркона» а сам Хавьер провёл весь матч.
18 августа 2015 был подписан контракт с «Вальядолидом», трансферная стоимость составила 50000€

## Достижение
«Реал Хаэн»
- Обладатель кубка федерации Испании (1): 2008/09

«Тенерифе»
- Победитель Сегунды Б (1): 2012/13

## Статистика
| Клуб             | Сезон            | Чемпионат | Чемпионат | Кубок | Кубок | Еврокубки | Еврокубки | Всего | Всего |
| Клуб             | Сезон            | Матчи     | Голы      | Матчи | Голы  | Матчи     | Голы      | Матчи | Голы  |
| ---------------- | ---------------- | --------- | --------- | ----- | ----- | --------- | --------- | ----- | ----- |
| Реал Хаэн        | 2004/05          | 5         | 0         | —     | —     | —         | —         | 5     | 0     |
| Реал Хаэн        | 2005/06          | 30        | 1         | —     | —     | —         | —         | 30    | 1     |
| Реал Хаэн        | 2006/07          | 4         | 0         | —     | —     | —         | —         | 4     | 0     |
| Всего            | Всего            | 39        | 1         | 1     | 0     | —         | —         | 39    | 1     |
| → Лансароте      | 2006/07          | 16        | 1         | —     | —     | —         | —         | 16    | 1     |
| Всего            | Всего            | 16        | 1         | —     | —     | —         | —         | 16    | 1     |
| Реал Хаэн        | 2007/08          | 27        | 1         | 2     | 0     | —         | —         | 29    | 1     |
| Реал Хаэн        | 2008/09          | 38        | 3         | —     | —     | —         | —         | 38    | 3     |
| Реал Хаэн        | 2009/10          | 40        | 0         | 1     | 0     | —         | —         | 41    | 0     |
| Всего            | Всего            | 105       | 6         | 3     | 0     | —         | —         | 108   | 6     |
| Альмерия B       | 2010/11          | 36        | 0         | —     | —     | —         | —         | 36    | 0     |
| Всего            | Всего            | 36        | 0         | —     | —     | —         | —         | 36    | 0     |
| Мелилья          | 2011/12          | 34        | 3         | 1     | 0     | —         | —         | 35    | 3     |
| Всего            | Всего            | 34        | 3         | 1     | 0     | —         | —         | 35    | 3     |
| Тенерифе         | 2012/13          | 39        | 1         | —     | —     | —         | —         | 39    | 1     |
| Тенерифе         | 2013/14          | 39        | 0         | 1     | 0     | —         | —         | 40    | 0     |
| Тенерифе         | 2014/15          | 40        | 0         | 1     | 0     | —         | —         | 41    | 0     |
| Всего            | Всего            | 118       | 1         | 1     | 0     | —         | —         | 120   | 1     |
| Реал Вальядолид  | 2015/16          | 24        | 0         | —     | —     | —         | —         | 24    | 0     |
| Реал Вальядолид  | 2016/17          | 30        | 0         | —     | —     | —         | —         | 30    | 0     |
| Всего            | Всего            | 54        | 0         | —     | —     | —         | —         | 54    | 0     |
| Всего за карьеру | Всего за карьеру | 402       | 10        | 5     | 0     | —         | —         | 408   | 10    |